# Il camorrista
Il camorrista è un film del 1986 co-scritto e diretto da Giuseppe Tornatore.
Liberamente tratto dall'omonimo romanzo di Giuseppe Marrazzo, a sua volta basato sulla figura del fondatore e capo della Nuova Camorra Organizzata, Raffaele Cutolo, che nel film non verrà mai citato nemmeno con nomi di fantasia. 
La pellicola costituisce l'esordio di Tornatore alla regia cinematografica.

## Trama
Negli anni '50 Don Saverio, un "boss" della camorra, fa visita ad alcuni contadini mezzadri e chiede al padre di portare con sé il loro figlio maggiore Franco.
I due vanno ad una fiera di paese, dove Don Saverio fa nascondere una pistola nei pantaloni del bambino che passa indisturbato i controlli della polizia. Superati i controlli, il boss prende la pistola ed uccide una persona, per poi riporre la pistola dove l'aveva presa.
Anni dopo, il bambino ormai adulto, uccide in un modo brutale un giovane che aveva molestato sua sorella Rosaria e viene condannato a trent'anni di carcere. In prigione comincia a farsi strada e a guadagnarsi rispetto negli ambienti della malavita e, grazie alla sua passione per la lettura, si guadagna il soprannome di 'O Professore di Vesuviano. In carcere, entra in contrasto con il boss Don Antonio 'O Malacarne e decide di sfidarlo per guadagnare rispetto agli occhi degli altri detenuti. Domenico Spina, un boss della 'ndrangheta, tenta un doppio gioco e appoggia sia il Professore che O' Malacarne con l'intento di eliminare entrambi. Il Professore, arguto, sta al gioco e sfida a duello O' Malacarne, ma nello stesso giorno a quest'ultimo viene concessa la grazia e quindi non si presenta. Il Professore, dopo aver umiliato pubblicamente il boss, con un gioco d'astuzia fa eliminare sia O' Malacarne che Spina. Inizia, così, la sua ascesa criminale.
Divenuto il boss del carcere, fonda la Camorra Riformata (ispirata alla Nuova Camorra Organizzata), un'organizzazione criminale con migliaia di affiliati che mira a controllare ogni genere di traffico illecito in Campania. Grazie a perizie psichiatriche false riesce ad ottenere l'infermità mentale, venendo quindi trasferito nel manicomio criminale, da dove evade facilmente. La sua latitanza dura circa un anno, durante il quale gestisce al meglio la sua organizzazione, ottenendo persino contatti con Cosa nostra statunitense tramite il gangster italo-americano Frank Titas per avviare un lucroso traffico di droga. Quando ormai crede di avere ottenuto il predominio assoluto, comincia la caduta. Alcuni clan storici di Napoli, che non accettano la politica accentratrice della Camorra Riformata, si ribellano formando un loro cartello; di conseguenza scoppia una violenta guerra di camorra che provoca centinaia di omicidi.
Una sera, il Professore è a cena con alcuni politici. I suoi nemici, avvertiti dell'incontro, stanno per eseguire un agguato per eliminarlo. Alfredo Canale, suo luogotenente, anch'egli presente alla cena per fargli da scorta, se ne avvede e decide di fermare l'attacco. Durante la sua corsa in auto contro il tempo, viene fermato dalla polizia. Messo alle strette, è costretto a rivelare al commissario Iervolino il covo in cui si rifugia il boss, facendolo arrestare per salvarlo da morte certa. Tuttavia il Professore lo considera un traditore, e ordina l'esecuzione sia di lui che della moglie.
La faida di camorra non cessa nemmeno durante il sisma in Irpinia del 1980. Il Professore approfitta del caos generale provocato dal terremoto per lanciare un messaggio chiarissimo: chi tocca la Camorra Riformata, dentro o fuori dal carcere, fa una brutta fine. Quella notte si registrano tre morti e otto feriti. 
In seguito a questi avvenimenti, il Professore viene trasferito in un nuovo carcere dove si sposa e continua a gestire la propria organizzazione facendo arrestare ed ammazzando in carcere anche Frank Titas, reo di aver ripreso a fare affari con la fazione a lui ostile subito dopo il suo arresto. Su pressione di alcuni personaggi appartenenti alla politica, tratta per conto dello Stato con le Brigate Rosse, la cui cellula napoletana ha infatti rapito l'assessore regionale Mimmo Mesillo, personaggio molto influente in Campania (fatto che rievoca il rapimento dell'assessore democristiano Ciro Cirillo).
Riesce ad accordarsi con i terroristi e ad ottenere la sua liberazione, ma i politici e i Servizi segreti deviati, che in cambio avevano promesso al Professore soldi e semilibertà, non mantengono l'impegno. Il Professore cerca vanamente di vendicarsi, rendendo pubblico un documento contraffatto nel quale denuncia le illecite trattative intercorse tra lui, Servizi segreti deviati e i politici dell'area di governo per far liberare Mesillo, ordinando l'omicidio di Iervolino che però riesce a salvarsi dall'agguato.
Resosi conto di aver perso e di essere stato tradito, anche da Ciro Parrella, migliore amico, suo braccio destro e custode di documenti e prove schiaccianti che possono far cadere politici e Servizi segreti deviati, chiederà a sua sorella Rosaria, da sempre innamorata di Ciro, di farlo uccidere insieme all'amante, asserendo che un camorrista ragiona sempre con il cervello e mai con il cuore. Dopo queste due uccisioni, il boss viene trasferito in un carcere di massima sicurezza (quello dell'isola dell'Asinara), in totale isolamento. Gli uomini più fedeli del Professore decidono di tradirlo, svelando tutti i segreti della Camorra Riformata ai magistrati e facendo arrestare e processare tutti gli affiliati, compresa Rosaria. Ormai in isolamento, il Professore lentamente impazzisce e crede che un giorno i suoi uomini verranno a salvarlo e potrà quindi vendicarsi di tutti i suoi nemici.

## Produzione
Durante l'esperienza di regista di seconda unità nella lavorazione del film Cento giorni a Palermo (1984), Giuseppe Tornatore ebbe l'occasione di conoscere il giornalista Giuseppe Marrazzo e di leggere il manoscritto de Il camorrista (romanzo sotto forma di autobiografia fittizia di Raffaele Cutolo, boss della Nuova Camorra Organizzata) che fu pubblicato quello stesso anno e divenne presto un best seller. Marrazzo cedette i diritti del libro a Tornatore a condizione di partecipare alla stesura della sceneggiatura ma non fece in tempo perché morì prematuramente pochi mesi dopo a causa di un'emorragia cerebrale.
Il progetto fu in un primo tempo rifiutato dal produttore cinematografico Goffredo Lombardo, il quale cambiò idea non appena seppe che Ben Gazzara aveva accettato la proposta di Tornatore di interpretare l'attore protagonista, grazie all'intercessione del pittore Renato Guttuso, di cui Gazzara era un ammiratore. Tornatore aveva pensato in un primo momento a Gian Maria Volonté ma non fu possibile contattarlo.
Il camorrista, co-produzione fra Reteitalia del gruppo Fininvest e Titanus, segnò il ritorno di Goffredo Lombardo all'attività di produttore e l'esordio di Giuseppe Tornatore alla regia. Fu co-sceneggiato da Tornatore con Massimo De Rita, che aveva già scritto film per registi "impegnati" come Carlo Lizzani e Damiano Damiani. A parte il cambio dei nomi reali dei personaggi con nomi di fantasia, il regista ammise anche che tanti fatti furono modificati in sede di sceneggiatura per fini narrativi:
(Intervista di Tornatore a L'Unità, 17/07/1993)
Il costo della lavorazione fu di 4 miliardi di lire e la pellicola fu confezionata in due versioni di durata diversa: la versione per il grande schermo e l'edizione estesa per la televisione, della durata di cinque ore, mai andata in onda fino al 2025.

### Riprese
Gran parte del film venne girato a Napoli con alcune scene riprese a Pozzuoli (NA). Per evitare inconvenienti durante le riprese in esterna, sul ciak venne scritto un titolo provvisorio fittizio, "La febbre". Durante le riprese per la scena della gambizzazione di Goffredo La Sciarra, girata davanti a Castel Capuano, i poliziotti presenti, pensando stesse accadendo veramente, puntarono le armi contro l'attore-killer, minacciando di sparare.
La scena iniziale dove il protagonista uccide uno sconosciuto per difendere la sorella dalle sue avances è girata nella piazza principale del comune di Arsoli (RM). Molte delle scene ambientate a Vesuviano, il paese natale de O' Professore, sono state girate a Castello di Rota, frazione del comune di Tolfa (RM).
L'interno del carcere di Poggioreale è stato invece ricostruito negli stabilimenti De Paolis a Roma, l'interno del carcere di Ascoli Piceno negli studi Dinocittà sulla Via Pontina e le scene ambientate nel parlatoio furono effettivamente girate all'interno del carcere di Rebibbia grazie ad un permesso speciale accordato dal Dipartimento dell'amministrazione penitenziaria.

## Accoglienza
Distribuito nel circuito cinematografico italiano il 12 settembre 1986, ottenne un discreto successo sia di pubblico che di critica. Incassò 2 miliardi e 100 milioni delle vecchie lire (di cui un miliardo solo in Campania) e fu il 58º maggior incasso della stagione cinematografica 1986-87. Tornatore grazie a questo film vinse il Nastro d'argento come miglior regista esordiente e Leo Gullotta il David di Donatello come migliore attore non protagonista.
Appena uscito, il film fu oggetto di ben tre querele: la prima da parte del presentatore Enzo Tortora (che la ritirò subito non appena capì che il riferimento non era alla sua persona). Poi gli avvocati di Raffaele Cutolo chiesero il sequestro della pellicola per «lesione al decoro e alla reputazione» del loro assistito, richiesta rigettata per incompetenza territoriale. Anche l'assessore democristiano Ciro Cirillo (che fu d'ispirazione per il personaggio di Mimmo Mesillo) presentò querela per diffamazione aggravata e il processo andò avanti per ben cinque anni, quando un giudice dichiarò il reato amnistiato. La pellicola fu sequestrata e quindi ritirata dalle sale ad appena due mesi di distanza dalla sua uscita. La Fininvest non trasmise mai la versione televisiva in cinque puntate.
Nonostante fosse sparita dai circuiti ufficiali, la versione cinematografica conobbe il successo sul lungo periodo grazie alle emittenti televisive locali, soprattutto campane, che trasmisero il film e lo replicarono ripetutamente, con cadenza quasi settimanale, rendendolo un vero e proprio cult.
Il primo passaggio sulla Tv nazionale avvenne nella prima serata di Rete 4 il 20 marzo 1994, nella versione cinematografica, quasi otto anni dopo l'uscita nelle sale.

### Critica
Secondo Morando Morandini «Tornatore traccia il suo affresco di sangue, violenza abominio con corposa evidenza, plastica suggestione e sagace ricorso agli stereotipi che ribadiscono un sistema di attese. C'è anche una colorita galleria di personaggi minori tra cui spicca il suo fido aiutante, interpretato da un ottimo Nicola Di Pinto. 'Il camorrista' non è fatto per piacere allo spettatore piccolo e medio borghese, che probabilmente lo giudica rozzo, inverosimile ed enfatico. Piacerà in alto e in basso, al pubblico della provincia e agli spettatori colti in grado di capire - il primo per istinto, i secondi per conoscenza - quanto sia vicino alla realtà questo - melodramma romanzesco». (Il Giorno, 1º dicembre 1986).
Il critico cinematografico Giovanni Grazzini lodò le interpretazioni di Ben Gazzara, Laura del Sol e Nicola Di Pinto ma definì la pellicola «una saga di stereotipi» che ha «per modello Il Padrino» ma prova «a coniugare il cinema sociale alla Francesco Rosi e alla Damiani col melodramma, il giallo d'azione, l'avventuroso e il carcerario» (Corriere della Sera, 28 novembre 1986).
John Dickie, storico e conduttore televisivo britannico, in un suo libro diede un giudizio negativo del film, definendolo «un melodramma sconclusionato del genere "ascesa e caduta di un criminale", basato sulla carriera di Raffaele Cutolo. Il film ripercorre, ingigantendoli, i momenti salienti della storia della Nuova Camorra Organizzata, con una colonna sonora lamentosa a base di squilli di tromba e melodie di clarinetto che richiama esplicitamente quella del Padrino, il prototipo di questo genere cinematografico».

## Riconoscimenti
- Nastro d'argento al miglior regista esordiente (Giuseppe Tornatore)
- David di Donatello al migliore attore non protagonista (Leo Gullotta)
- Premio Flaiano per la sceneggiatura (Giuseppe Tornatore)

## La serie
Dopo quasi 38 anni d'oblio, nei magazzini della Titanus furono ritrovati i nastri originali in 35mm della versione televisiva, per un totale di 5 ore di durata, con scene inedite aggiunte rispetto alla versione cinematografica. Il produttore Guido Lombardo contattò Tornatore per supervisionare il restauro in 4K della serie, che venne presentata in anteprima alla Festa del Cinema di Roma nel 2023. Il 4 marzo 2025, viene distribuita sulle piattaforme Amazon Prime Video, TIMvision e Apple TV+.

### Episodi
| Stagione       | Episodi | Prima TV |
| -------------- | ------- | -------- |
| Stagione unica | 5       | 2025     |

## Influenza culturale
- Alcune battute del film, insieme al remix della colonna sonora di Nicola Piovani, fanno parte di un brano di musica house attribuito al deejay Erick Morillo, che negli anni '90 ha avuto molto successo presso le discoteche dell'hinterland napoletano.[15]
- L'influenza che il film ha esercitato nell'immaginario collettivo della camorra e della gioventù napoletana in generale è descritta da Roberto Saviano nel suo celeberrimo romanzo Gomorra (2006).[16]